# 苏梅克-列维9号彗星
蘇梅克-列維九號彗星（英語：Shoemaker-Levy 9，簡稱，臨時編號 ，又譯休梅克-利維9號彗星、蘇梅克-列維九號彗星）是一顆彗星，於1994年7月中下旬與木星相撞。這是人类首次直接觀測太陽系的天體撞擊事件，引起全球多家主流媒體的關注，也引发各地天文學家與天文愛好者的觀測热潮。人們透過這次事件更多了解到木星及其大氣的資料，以及木星所扮演的在太陽系內以強大引力清理「太空垃圾」的「清道夫」角色，使地球上的複雜生命免於受到頻繁的天體撞擊。
這顆彗星是由美國天文學家尤金和卡羅琳·舒梅克夫婦（Eugene and Carolyn Shoemaker）及天文愛好者大衛·李維（David H. Levy）三人於1993年3月24日在美國加州帕洛瑪天文台共同發現的，那是他們發現的第九個彗星，因此依據國際星體命名規則依照三位的姓氏命名。
此彗星很可能源於火星和木星轨道之间的主小行星帶，后成為週期彗星。電腦推算運行軌道的結果顯示出在1992年7月7日距木星表面4萬公里時因受到強大的引力而分裂為21個小碎塊，並於格林尼治標準時間1994年7月16日20時15分开始以每小時21萬公里的速度陸續墜入木星大氣層，撞向木星的南半球，形成了彗星撞木星的天文奇觀。
多塊碎片的撞擊威力中，以碎片G的威力最大。它於7月18日07時32分（UTC）撞向木星，威力達六兆吨TNT炸藥（其当量相当于全球核武器储备总和的750倍），在木星表面留下了比地球还大的痕迹。因發生地點十分遙遠，對地球並無任何影響。

## 發現
1993年3月24日晚，當時蘇梅克夫婦及列維正在研究及觀測近地天體，卻無意中發現了這顆彗星，並把原來的計劃改為觀測這顆彗星。該發現於3月27日的IAU第5725號通告中公布，其後，不少觀測者均在他們在3月24日前拍得的照片中找到那顆彗星。
憑著多張照片提供的線索，發現SL9彗星的活動並不尋常，人們發現它擁有多個內核，其總長度達50角秒，以及達10角秒宽。天文電報局的馬斯登（Brian Marsden）注意到，SL9彗星在角度上，距離木星僅4°，最初認為這是投射效應，但後來從它們的視覺運動上看到，SL9彗星實質上接近木星，並向蘇梅克夫婦及列維提出，他們發現了一顆遭木星強大引力扯裂的彗星碎塊。

## 繞木星公轉
經過計算這顆彗星的軌道資料，SL9與其他彗星不同，它並非圍繞太陽，而是繞木星公轉，其遠木點為0.33天文單位，公轉週期為2年，軌道形狀也極為橢圓，離心率達0.9986。
及後再追溯它以前的軌道活動，SL9繞木星公轉已有一段時間。它原是一顆繞日公轉的短週期彗星，其近遠日點分別位於小行星帶內部及木星軌道附近，有可能是於1970年代或更早期被木星的引力擄獲。不過，人們並沒有任何於1993年3月以前拍到的SL9彗星照片。
該彗星於1992年7月7日極度接近木星，距離其雲層頂部僅40,000公里，比木星的半徑（70,000公里）還要短，並在行星的洛希極限以內，其潮汐力足可把物體撕碎。比起以往的多次接近木星記錄，7月7日那次看來是歷來最接近的，人們多認為這次靠近木星使SL9彗星碎裂。它分裂成多塊碎片，並以英文字母 "A" 至 "W" 表示。
令行星天文學家更興奮的是，SL9彗星會再度通過距離木星中心45,000公里處，比木星半徑還短，意味著SL9會有很大機會將於1994年7月撞向木星，並認為這串彗核穿越木星大氣的時間將持續五天。

## 撞擊預測
由於當時天文學家從未見證過太陽系的天體撞擊，因此SL9彗星將撞擊木星的發現，引起了全球天文學界的振奮。人們對該彗星作更深入研究，以更準確計算它的撞擊時間及機會。又因為在彗星撞擊時會把木星內部的大氣及其他物質釋出，這起撞擊又為天文學家提供難得的機會，去窺探木星內部的大氣。
天文學家預計該彗星的碎片長度介乎數百米至數公里之間，並提出彗星在未分裂時，曾擁有達5公里長的彗核，比後來出現的百武彗星內核還大，它在1996年接近地球時變得明亮。而引起最多爭論的地方是其天體撞擊對木星的影響如何，有說法指，碎片有可能繼續被撕碎，成為大型流星。
除此之外，人們又認為該彗星撞擊木星後，其產生的地震震波會橫掃整個木星，而撞擊產生的塵埃會使木星平流層的薄霧更濃密，其行星環系統的質量也隨之增加。更多的預測有木星可能會增加數個大紅斑，或是其大紅斑將消失。天文學家密切留意這起天體撞擊，去揭曉哪些預測將會正確。

## 長期影響
撞擊中可見的傷痕可以在木星上看到好幾個月。它們非常顯眼，觀察者將它們描述為比大紅斑更容易看見。這些斑點可能是木星觀測史上最突出的瞬態特徵，儘管大紅斑以其醒目的顏色著稱，但SL9造成的暗斑與尺寸是有史以來第一次觀察到。
光譜觀測發現，在碰撞後，氨和二硫化碳在大氣中持續存在至少十四個月，原本應該在對流層的氨，也在平流層發現可觀的數量。
與直覺相反，在較大的撞擊地點，大氣溫度下降到正常水平的速度要快於較小的撞擊地點：在較大的撞擊地點，15,000至20,000公里（9,300至12,400英里）寬的範圍內溫度升高，但是一周後即回到正常水平。在較小的撞擊地點，比周圍環境高10 K（18°F）的氣溫持續了近兩週。木星的平流層溫度在受到影響後立即上升，然後在2-3週後降至撞擊前溫度以下，然後緩慢回升至正常溫度。

## 撞擊頻率

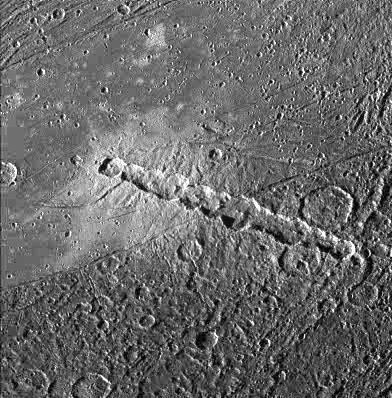
木衛三表面的連續環形山

在SL9彗星撞擊木星之後，人們又找到五顆彗星（包括編號82P、111P及147P）一度繞木星公轉。據研究結果顯示，由於木星的質量位居太陽系行星之冠，憑其強大引力可抓獲不少彗星，成為它的「衛星」。
這些被木星擄獲的彗星多擁有不穩定的繞木軌道，其路徑極為橢圓，通過遠木點時又容易被太陽的引力所影響。研究指出彗星撞木星的次數，平均每個世紀會發生一兩次，但像SL9般較大型的彗星撞擊則更少見，平均每一千年發生不多於一次。
此外人們又找到不少證據，指出木星及其衛星以往也曾發生連串彗星碎塊撞擊。在伽利略號及兩艘航行者太空船飛經木星時，它們拍得木衛三和木衛四的表面有一些連續的環形山，當中前者有三串，後者更多達13串。雖然月球表面也有連續的環形山，但那些環形山多是由大至小來排列，這是隕石撞擊月球並經多次反彈所造成的，因此環形山也一個比一個小。而木衛的情況則不同，每串環形山的隕石坑大小均差不多，隕石反彈決不能做出這樣的景觀，在SL9彗星被發現前，這些環形山串的由來仍是一個謎，彗星撞木星這個天文奇觀，為木衛的環形山串的由來提供了重要線索，它們有可能是多塊碎片同一時間撞擊木衛而造成的。

## 「太空吸塵機」
SL9彗星撞木星這個天文奇觀，突顯了木星為內太陽系扮演著「太空吸塵機」的角色。研究指出它的強大引力可吸掉不少彗星和小行星，木星發生彗星撞擊的機率是地球的2,000至8,000倍。
科學家一般相信，距今6,500萬年前的恐龍滅絕事件，可能原因是因為天體撞擊而造成的，並形成了位於墨西哥境內的希克蘇魯伯隕石坑，說明了一旦地球發生這樣的天體撞擊，造成的後果是災難性的。他們又認為如果沒有了木星這部「太空吸塵機」，這些小型天體將會撞向內太陽系的類地行星，撞擊地球的機會也會隨之增加，使得地球出現生物滅絕的次數更多，在這樣的環境下，地球或許會難以孕育出複雜的生命。

## 相關網站
- 1994年7月16日彗星撞木星 (新华网)